# リュート奏者 (カラヴァッジョ、エルミタージュ美術館)
『リュート奏者』（リュートそうしゃ、露: Юноша с лютней、英: The Lute Player）は、17世紀イタリア・バロック期の巨匠ミケランジェロ・メリージ・ダ・カラヴァッジョが1595-1596年にキャンバス上に油彩で制作した絵画である。作品は1808年以来、サンクトペテルブルクのエルミタージュ美術館に所蔵されている。近年 (2017年)、修復を受けており、さらに輝きを増しているカラヴァッジョ初期作品中の傑作である。なお、この絵画の複製と考えられる別のヴァージョンが2点あり、1点はニューヨークのウィルデンシュタイン (Wildenstein) ・コレクションに、もう1点はサウス・ウェスト・イングランドのバドミントン・ハウスに所蔵されている。

## 歴史
画家ジョヴァンニ・バリオーネはカラヴァッジョの伝記を著したが、それによると、ミラノからローマにやってきた若きカラヴァッジョは、やがてフランチェスコ・マリア・デル・モンテ枢機卿のマダーマ宮殿に招き入れられた。彼は「住む部屋と手当てが与えられたことで、勇気と自信を取り戻し、枢機卿のために、何人かのモデルを使って『奏楽者たち』 (メトロポリタン美術館、ニューヨーク) をたいへん見事に描いた。また、『リュートを弾く若者』も描いたが、この絵はまるで生きているようで、水をたたえた花瓶をはじめ、すべてが実物さながらである。この花瓶には窓が、部屋のほかの品々とともに映っているのが、はっきりと見て取れる。また花の上には、素晴らしく丹念に描かれた、本物さながらの露があった。この絵は彼がそれまで描いた中でももっとも見事な出来栄えの作品である」。
しかし、最近になって発見されたガスパレ・チェーリオ (Gaspare Celio) の短い伝記によれば、「そののち (カラヴァッジョは) デッレ・グロッテスケ (グロテスク装飾の) と呼ばれたプロスペロ・オルシと友達になり、そのプロスぺロの家に泊まり、モデルを置いていくつかの作品を制作した。そこでリュートを弾く少年を描いた」とある。この「リュートを弾く少年」は、ウィルデンシュタイン・コレクションの第2ヴァージョンではなく、本作であることに間違いはないと思われる。そうであれば、カラヴァッジョはデル・モンテ枢機卿のもとに移る前に、『リュート奏者』を注文を受けて制作したのではなく、『病めるバッカス』や『果物籠を持つ少年』 (ともにボルゲーゼ美術館、ローマ) のように美術市場を念頭に置いて描いたと考えることもできる。あるいは、本作は、デル・モンテ枢機卿への「名刺代わり」のような作品であったのかもしれない。
いずれにせよ、カラヴァッジョがデル・モンテ枢機卿のために描いたという『リュート奏者』は、後に美術収集家であったヴィンチェンツォ・ジュスティニアーニの子孫に継承された。おそらく、デル・モンテ枢機卿が友人であったジュスティニアーニの求めに応じて贈ったか、あるいは売却したのであろう。ジュスティニアーニはカラヴァッジョの作品をもっともよく理解して、13点ものカラヴァッジョ作品を所有する最大の収集家となった人物である。デル・モンテ邸であったマダーマ宮殿の向かいにあるジュスティニアーニ宮殿に居住していた彼が傑作である本作を目にして、デル・モンテ枢機卿から譲り受けた可能性は大きい。
ジュスティニアーニのコレクションは19世紀初めにパリで売却されたが、本作はルーヴル美術館の館長ヴィヴァン・ドゥノンが交渉して1808年にロシア皇帝アレクサンドル1世に売却され、エルミタージュ美術館に所蔵されることとなった。

## 複製

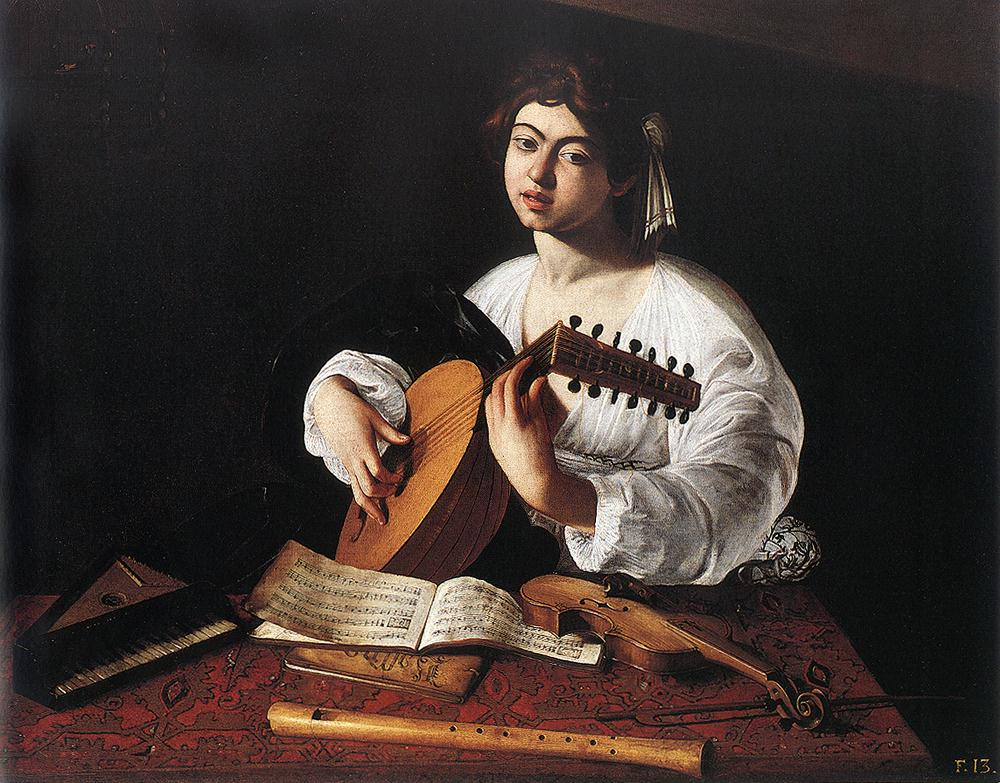
カラヴァッジョ『リュート奏者』100cm x 126.5cm、ウィルデンシュタイン・コレクション、ニューヨーク

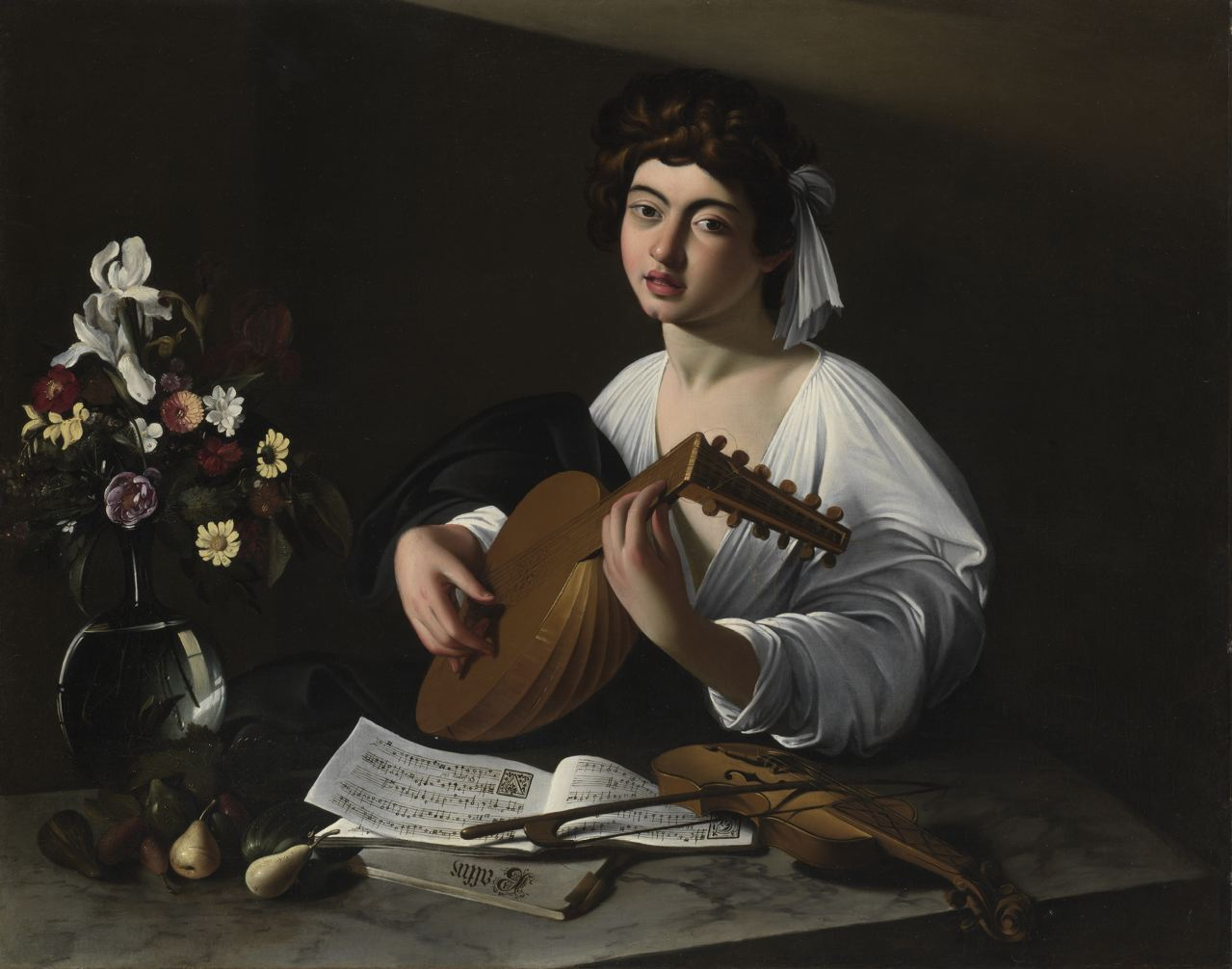
カラヴァッジョ『リュート奏者』96cm x 121cm、バドミントン・ハウス、サウス・ウェスト・イングランド

エルミタージュ美術館にある作品がジュスティニアーニに譲られた時か、あるいは少したった後に、現在、ウィルデンシュタイン・コレクションにある複製を、デル・モンテ枢機卿がカラヴァッジョ本人の監修のもとに制作させたというのは当時としては自然な発想である。あるいは、エルミタージュ美術館の作品が本来、ジュスティニアーニから直接カラヴァッジョに依頼されたものであるとすれば、作品を見たデル・モンテ枢機卿が同様の作品を所望して、複製を依頼したのであろう。
ちなみに、この複製のX線写真を見ると、90度回転した角度に2人の人物の顔が描かれていたことが確認でき、使い古したキャンバスを再利用したことが考えられる。さらに、最初は第1ヴァージョンの本作のように果物や花を描こうとしたが、それをスピネット (携帯用の小型チェンバロ) に変更し、左上に鳥籠を加えたことがわかる。そのほか、テーブルを絨毯で覆ってリコーダーを加え、リュート奏者の衣装にも手を加えている。
しかしながら、エルミタージュ美術館にある作品と比べ、質的に見劣りがするウィルデンシュタイン・コレクションの作品の真筆性は多くの研究者に疑われており、カラヴァッジョがデル・モンテ枢機卿のために描いたという『リュート奏者』は、現在、バドミントン・ハウスにある複製であると考えられている。この複製は、2001年1月25日のニューヨークのサザビーズで脚光を浴びた。当時はカラヴァッジョ周辺の画家に帰属されていたが、ロンドンの美術商クローヴィス・ウィットフィールド (Clovis Whitfield) がこの帰属に疑義を呈し、実際にはカラヴァッジョ自身の手になるかもしれないと提唱したのである。

## 主題

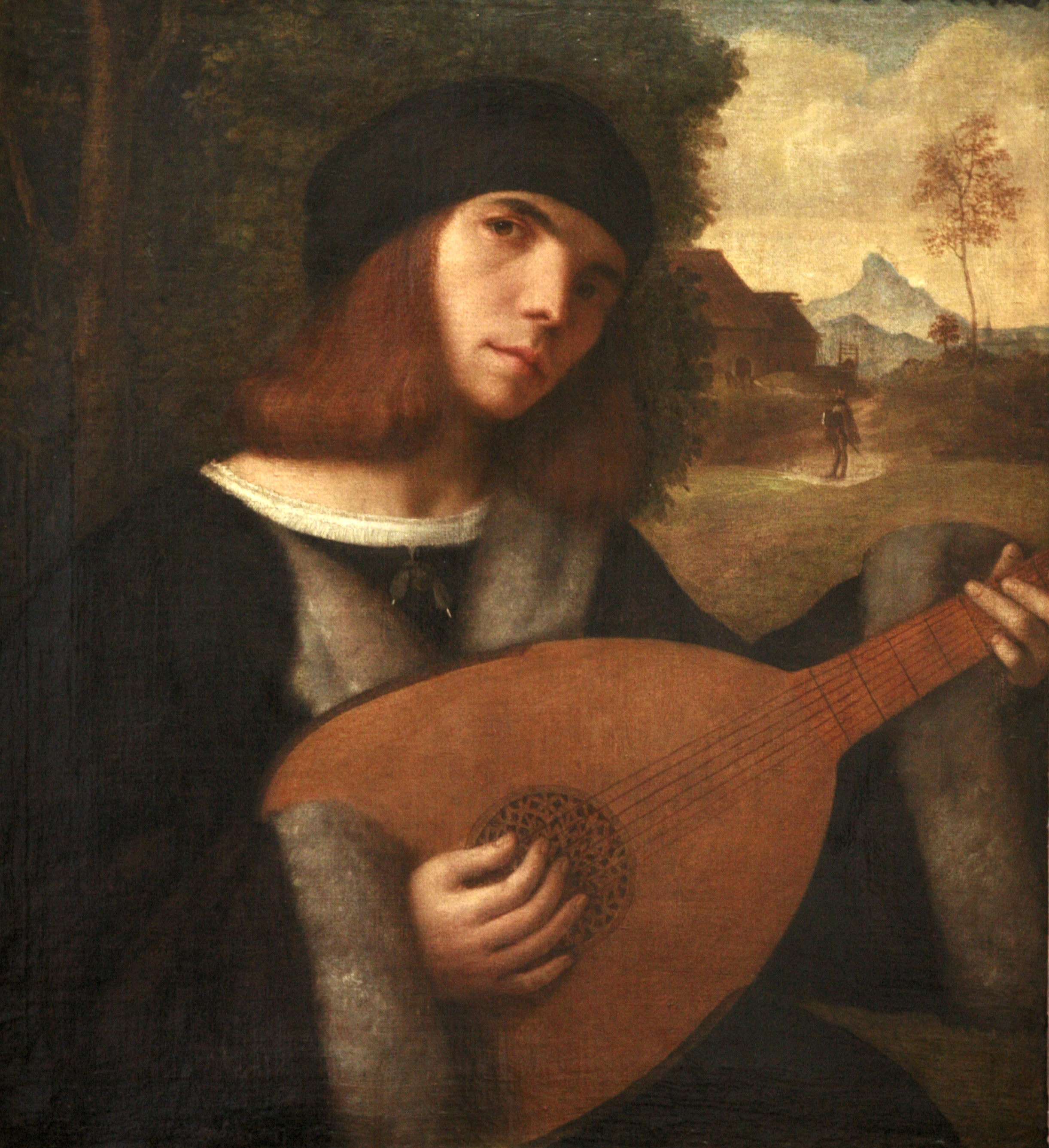
ジョヴァンニ・カリアーニ『リュート奏者』 (1515-1516年)、ストラスブール美術館

ローマにやってきたカラヴァッジョが描いた作品は、多かれ少なかれヴェネツィアやロンバルディアの伝統にもとづくものであった。『リュート奏者』もまた例外ではない。リュートを弾く人物を描いた作品は、16世紀初めからジョヴァンニ・カリアーニの『リュート奏者』やバルトロメオ・ヴェネトの『リュート奏者』などヴェネツィア派の画家によるものを中心に少なからず制作されている。
一般に音楽は愛と結びつけられ、中でも愛を表す楽器と受け止めれらたリュートとリコーダーは16世紀の絵画にしばしば登場する。ジョヴァンニ・カリアーニとバルトロメオ・ヴェネトの『リュート奏者』はカラヴァッジョの本作の人物のように、鑑賞者を誘い込むような意味ありげな視線を投げかけている。加えて、カラヴァッジョの『リュート奏者』に見られるガラスの花瓶に入った花々も、イチジクやナシなどの果物も、いずれも愛を表している。珍しくキューリが描かているのもエロティックな連想のためであると思われる。
画中のテーブルの上に置かれた楽譜から読み取れるマドリガルの言葉が作品全体の意味を暗示する。音楽学者によれば、これらの楽譜は、1538年ごろに出版されたフランドルの作曲家ジャック・アルカデルト (1507?-1568年) の『四声マドリガル集』第一巻にあるマドリガルであり、その下に見える「Gallus」も当時の作曲家の名前である。画面の楽譜から特定できる4曲ほどのマドリガルの内容は以下のものである。

「美しい顔と振る舞いを愛でながら、喜んで命も光も一緒に投げすててしまおう、それが移ろいゆくのを見ないように」
「しかし、なんと幸福な運命であろう、もしかくのごとき美のために死ぬのならば」
「あなたは知っている、私があなたを愛し、崇めていることを。しかしあなたは知らない、私があなたのために死ぬことを」

このマドリガルは、女性に対する男性の切なる思い、愛と死、愛と儚さを歌ったものである。音楽と愛の甘美さには、死と儚さの影が忍び寄るということが示唆される。カラヴァッジョはこの伝統に従って、恋に身を焦がす若者への称賛と警告を描いたのだといえるのかもしれない。
なお、ウィルデンシュタイン・コレクションにある第2ヴァージョンでは、テーブルに置かれたマドリガルも異なるものとなっている。それらは以下の通りである。

「陽射しのなかでも木陰でも、愛する人よ、あなたがヴェールを取るのを見ていない」
「なぜ信じてくださらないのか、むごい女よ、私のこれほどのため息を」

ここでは恋人に対する男性の思いを歌っているが、死や儚さには言及することのない悲痛な嘆きを表現している。

## 作品
ジョヴァンニ・カリアーニやバルトロメオ・ヴェネトの『リュート奏者』に対して、カラヴァッジョの『リュート奏者』を特徴づける点がある。それは、人物が高貴さを示す豪華な衣装ではなく、普段着らしいブラウスを身に着けていることと、ヴェネツィア派の絵画のような牧歌的、あるいは古代的な背景や雰囲気を配して、ロンバルディアの自然主義の伝統に結びつく事物が採用されていることである。

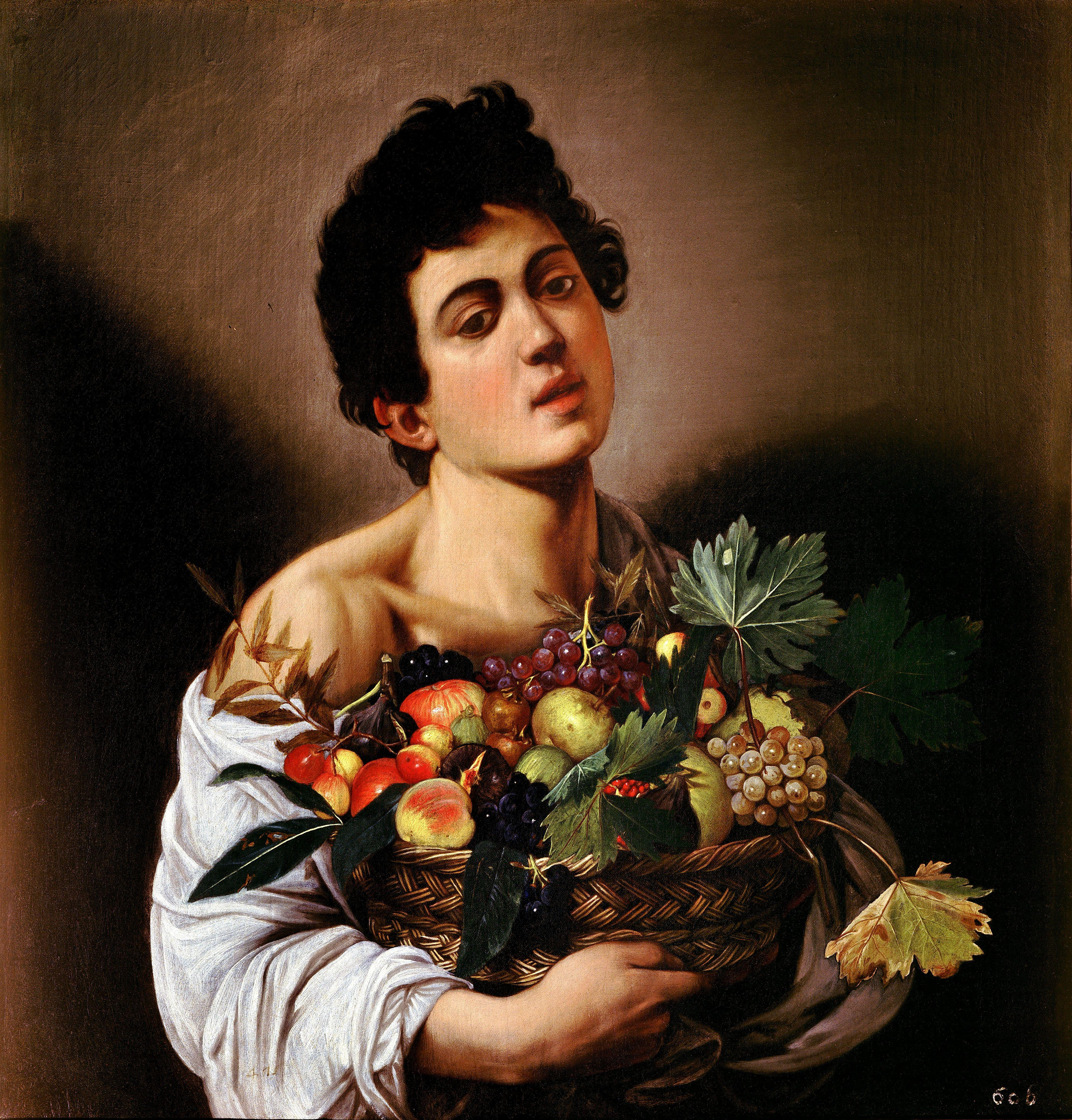
『果物籠を持つ少年』(1593-1594年)、ボルゲーゼ美術館、ローマ

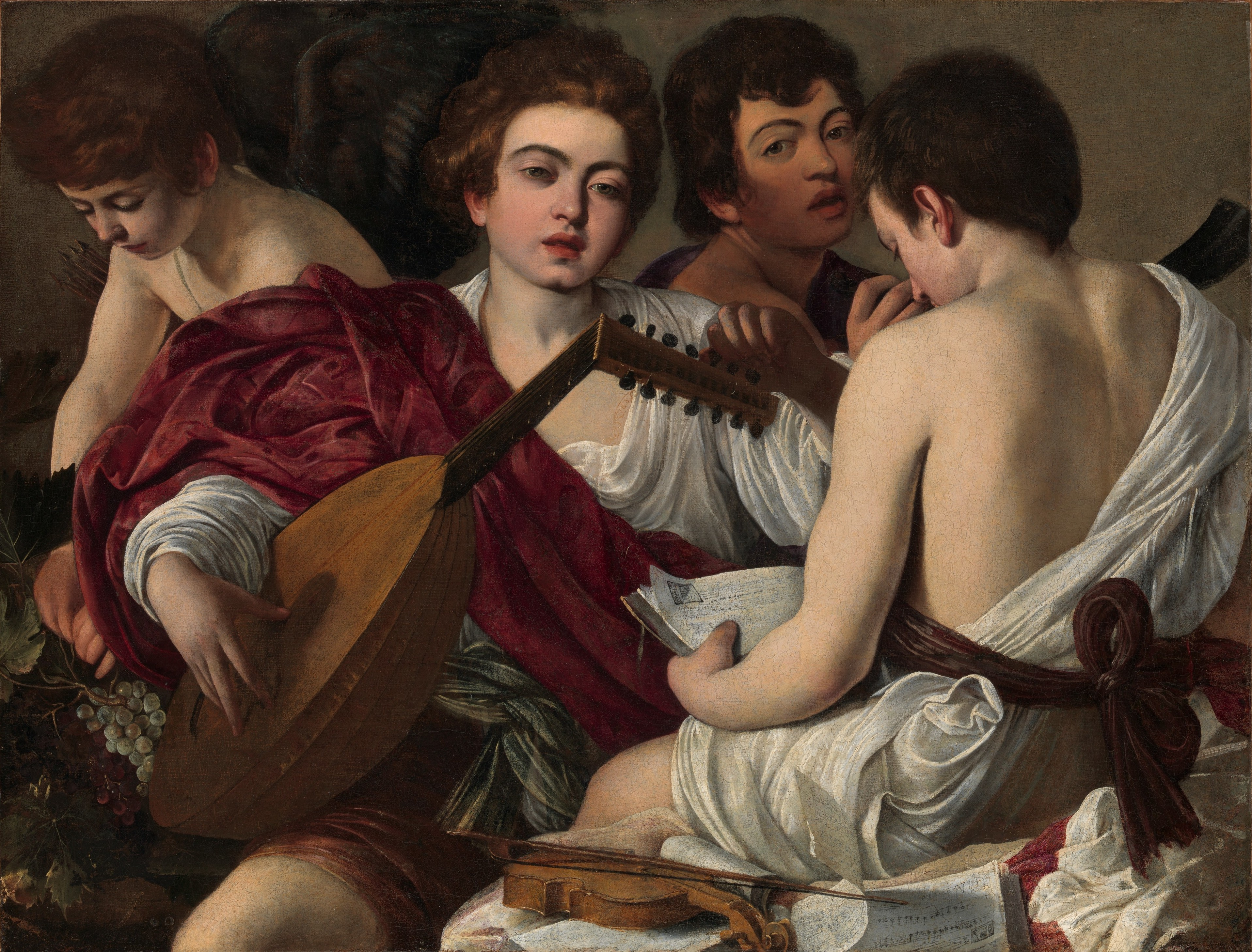
『奏楽者たち』(1595年ごろ)、メトロポリタン美術館、ニューヨーク

画面に描かれている人物は、シチリア出身の芸術家で、カラヴァッジョ初期作品のモデルにもなったマリオ・ミンニーティであると推測されたこともあるが、今日の研究者は概ね否定的な見方をしている。加えて、モデルの人物が誰であるかについての様々な提唱には十分な根拠がない。しかし、その顔は『果物籠を持つ少年』の顔にきわめて近い。また、『奏楽者たち』の中央の若者の顔とも同じタイプである。
人物の性別については議論の対象となってきた。過去の記述でも、上述のバリオーネは「lauto (おそらくリュート) を奏でる若者」と記しているのに対し、17世紀の美術理論家ジョヴァンニ・ピエトロ・ベッローリは「楽譜を前にしてリュートを奏でる、ブラウスを着た女性」と述べているのである。人物はカラヴァッジョの初期の作品にしばしば見られる少年のような「男」と同じタイプにも見える一方、胸のふくらみはあまり強調されていないが、髪型や頭に結んだ白い布、柔らかくほっそりとした手および指などは少女であることをうかがわせる。実際、18世紀末のジュスティニアーニ・コレクションの目録で、この人物は、ルネサンス期の巨匠ラファエロが自身の愛人を描いた『ラ・フォルナリーナ』 (バルベリーニ宮国立古典絵画館、ローマ) のように、「ラ・フォルナリーナ」と呼ばれている。最近、人物はカストラート (去勢された男性歌手) であるという提唱もされている。具体的にはペドロ・モントーヤという名のスペイン人カストラートであると考えられており、彼はデル・モンテ枢機卿が後援会長をしていたシスティーナ礼拝堂聖歌隊の一員であった。
この絵画に限らず、カラヴァッジョの初期の作品には両性具有的な若い人物がしばしば登場する。カラヴァッジョは女性同伴を義務づけられたあるパーティーにお気に入りの美少年を美少女に変装させて参加したという話も伝わっており、本作にも彼のそうした同性愛的傾向が反映しているのかもしれない。

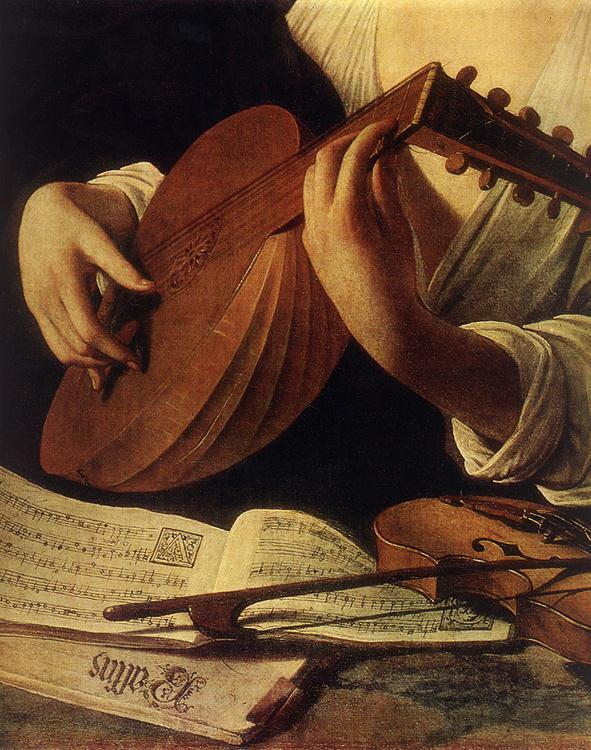
『リュート奏者』の楽譜

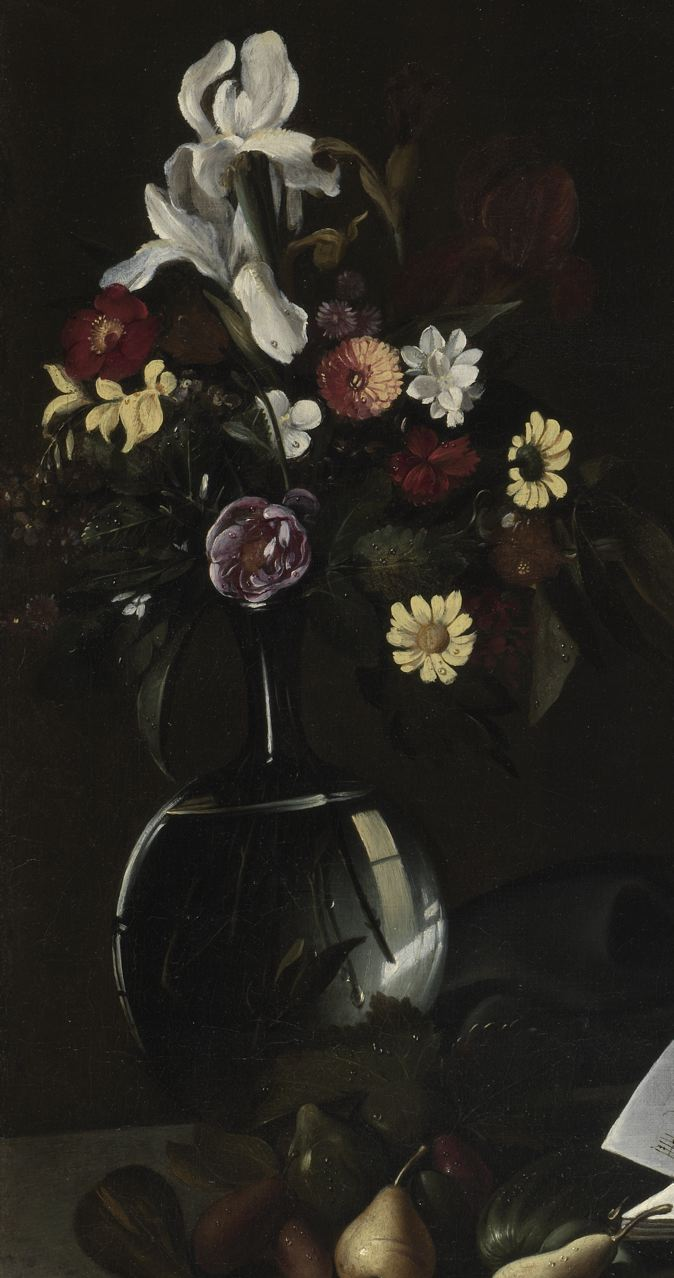
『リュート奏者』に描かれている花瓶

『リュート奏者』の大きな魅力は静物のモティーフである。リュート、ストラディバリウスの名で知られるクレモナ産のヴァイオリン、楽譜、花、果実などは、それだけで1枚の静物画として十分に通用する。リュートやヴァイオリンは前面短縮法で巧みに描かれ、カラヴァッジョがコンパスと定規を正確に用いることができたことを示す。また、彼はこれらポイントになる部分に明るい光を当て、他は暗い陰として処理しているが、こうしたキアロスクーロはこの後、さらに徹底したものとなり、いわゆるカラヴァッジョ様式として大流行し、イタリアのみならずヨーロッパ中に伝播する。
なお、この絵画は上述のように音楽を通じての求愛を主題としているように見えるが、別の見方をすれば、当時人気のあった五感を表した絵画とも解釈できる。つまり、花は「視覚」を、その香りは「嗅覚」を、果実は「味覚」を、爪弾きのリュートは「触覚」を、そして楽音あるいは歌声は「聴覚」を表し、人間の感覚的な喜びを謳った絵画として見ることも可能であろう。その一方で、カラヴァッジョは、花、果物、音楽など現生の儚さを示すいわゆる「ヴァニタス」静物画のモティーフを人物と組み合わせ、移ろいやすい一瞬の美しさを凍結させた新しい静物画＝人物画を創り出しているともいえる。